# 宇昌案
宇昌案是於2012年中華民國總統選舉期間所爆發的爭議事件。民主進步黨候選人蔡英文於擔任行政院副院長時，協助並核准宇昌生技公司（今中裕新藥）的設立，在卸任後擔任該公司董事長，以其家族資金投資宇昌生技；在當選民進黨主席後，蔡英文辭去董事長職位，將股份完全轉讓給潤泰集團尹衍樑。在大選中，此事遭中國國民黨質疑濫用權力、圖利特定人士、貪污，蔡英文認為是誣蔑進而提告。
包括陳良博、楊育民及何大一等世界級生技界大老皆被牽連進此案件中，此外，行政院前院長蘇貞昌、張俊雄、副院長蔡英文、經濟部長何美玥、中研院長翁啟惠等也全遭約談。在選後，特偵組以查無不法簽結，民事部分臺北地方法院一審宣判劉憶如應賠償蔡英文200萬元，劉要上訴。
宇昌案雖已簽結，唯監察院仍通過糾正文追究違職之行政責任，認定行政院及經建會都沒有善盡監督管理之責實屬不當，國發基金歷年所派董事及相關人員都有違失。此案影響了2012年中華民國總統選舉與台灣生技產業的產業發展。

## 概述
何大一是世界上最早認識到愛滋病是由病毒引起的科學家之一，也是首先闡明愛滋病病毒複製多樣性的科學家之一。1999年，何大一及其同事發現人體免疫系統T細胞中的CD8可以有效對抗愛滋病毒。2000年，又研製出C型愛滋病疫苗。何大一等學者在研發愛滋新藥的過程當中，有很嚴重的資金缺口，面臨斷炊，向國發基金申請資金補助。
中華民國政府有國家政策扶持產業的政策，2007年初，蔡英文在擔任行政院副院長時，經由專案程序，批准由國發基金投資宇昌生技（今中裕新藥）。之後請立法院長王金平協助，設置《生技新藥產業發展條例》，以補足法源。
國發基金款項2.64億元是在2008年政黨輪替以後才發下來，當時何大一等人募集的資金，連同國發基金款項，未達基本生技公司當時所簽約必須達到的最低資本三千萬美金（9點多億台幣）。蔡英文於2007年5月21日卸任副院長職位後，2007年9月5日擔任宇昌生技的無支薪董事長，協助其成立。宇昌生技的設立，初期有上智創投、統一國際公司及蔡英文家族投入新臺幣六千萬，第二期所有股東（不詳）再投入七千二百萬，合計共1.32億元的資金投入。在公司設立約一年半後，其家族將股權出售給潤泰集團，退出經營，因此獲利約1000萬元（每股賺約1.125元）。
2012年中華民國總統選舉，蔡英文成為民進黨總統候選人，行政院經建會主委兼國發基金召集人劉憶如對外公布「時間錯置」的2007年「TaiMed投資說明會資料」文件(公文的時間點是8月，劉憶如把公文變造，改成是3月)，林益世、邱毅等國民黨籍立法委員引用時間錯置的資料，讓外界誤認蔡英文在卸任行政院副院長前，就已安排自己去宇昌任職; 指控蔡英文違反政務官之旋轉門條款以及獲取暴利，國民黨並指控院士陳良博與何大一等人有利用國家資金圖利自身之嫌，向監察院和特偵組進行舉發，並指稱他們為科技業敗類。
宇昌案對2012年中華民國總統選舉蔡英文的選情造成極大的影響，民進黨人士指控劉憶如涉嫌變造公文。中研院前院長李遠哲、院士陳良博、生技大老楊育民等科學家出面替蔡英文背書，何大一則於大選結束後進行澄清。
蔡英文表示，她擔任副院長期間未參加宇昌公司的籌設，卸任副院長後，在科學家邀請下，擔任負責人並協助募資，她的家族不曾獲取暴利，反而為人民與政府獲利10億 。當時的行政院法規會認為此事並未違反旋轉門條款。
在總統大選結束後，劉憶如在吳敦義指示下將相關公文解密公布，劉質疑該案的程序異常，指出宇昌投資案並未經過任何評估，且僅經過少數人審核。總統馬英九指責蔡英文沒有利益迴避，讓其家族企業介入宇昌案。監察院對此案進行調查，認為蔡英文等人違背職務，提出糾正案。監察院調查認定，國發基金歷年所派董事及相關人員都有違失。
2012年8月14日，特偵組以查無不法簽結此案。蔡英文對吳敦義和劉憶如等相關人士提起民事及刑事告訴。刑事部份，地檢署以不起訴處份。在民事部份，2015年10月27日宣判劉憶如應賠償蔡英文200萬元，劉表示會上訴。

## 宇昌案背景

### 南華生技案
1997年，Tanox公司向Biogen取得愛滋病用藥TNX-355（之後改名叫 TMB-355）的授權。2000年，TNX-355通過第一期臨床試驗。2004年，TNX-355通過第二期臨床。
2005年6月，經濟部在美國德州首次與Tanox公司執行長唐南珊接洽，爭取其在臺灣設立「生技藥品量產工廠」。12月，唐南珊回臺尋找資金，計劃於TNX-355上市前，以4.5億台幣在臺灣設立專門生產此藥物的量產工廠，並拜會經濟部尋求投資。經濟部對Tanox在臺合資案原則認可，但為了審慎起見，建議國發基金組成專案小組評估。
2006年4月，Genentech公司開始與Tanox公司洽談併購。5月，歐華創投董事長高育仁提出籌備計畫，成立南華生技公司，建立蛋白質工廠，與Tanox合作在臺灣生產TNX-355，並向開發基金申請17億元投資。行政院對在臺灣設立生技工廠表示支持，並請經濟部提供必要之協助，但在決定是否以國發基金投資，行政院邀請中央研究院院士何大一等四位顧問協助評估，並以在臺生產TNX-355為投資前提。8月，評估小組提出報告，其中警告不能對TNX-355有太高期待，生技工廠則不一定要與Tanox公司合作，可以公開招標方式尋求其他對象。何大一認為南華案只籌劃生產TNX-355這一個單株抗體藥，而未考慮生產其它生物蛋白質藥，以及該提案對於TNX-355未來市場的預估似乎過於樂觀。9月，國發基金會議原則支持南華投資案。
2006年11月，Genentech公司完成談判，對外宣布將併購Tanox公司，Tanox答應將TNX-355的開發及行銷權轉讓Genentech公司。國發基金希望南華生技可以與Genentech公司合作，以避免影響南華案的進行。為了爭取國發基金的投資，南華生技函覆國發基金，說明有數名Tanox公司成員願意離職加入南華，對建廠所需的專業人員有極大幫助，並承諾利用Genentech與Tanox合併後，與Genentech內人員的關係，爭取更多藥品在臺灣代工生產。
2007年3月，國發基金審議委員會以10票對8票，否決南華生技投資計劃。

### 宇昌投資案

#### 首次談判
2006年1月，美國Genentech公司，預備收購Tanox公司，4月開始洽談併購事宜。Genentech公司希望經由收購取得Tanox公司氣喘用藥的專利，但認為愛滋病用藥TNX-355研發成本過高，進展太慢，決定在收購後將它出售。
2006年10月，翁啟惠成為中研院院長。至美國參觀Genentech公司後，他提出構想，希望讓台灣的生物科技產業，趕上世界。經與生物科技界權威，包括院士陳良博、羅氏藥廠全球技術營運總裁楊育民等人交換意見，認為應該要成立一家具指標性公司，循台積電模式，由國家投資扶植，以建立生物科技的產業鏈。楊育民告知翁啟惠，基因泰克公司準備出售 TNX-355專利。翁啟惠、何大一、陳良博評估後，認為這是取得TNX-355專利授權的好機會。何大一認為，在取得專利授權後，有可能利用TNX-355進一步研發出愛滋病疫苗。雖然研發不保證能成功，但是這將有助於台灣生物科技產業的進步，仍值得一試。
2007年2月，陳良博、楊育民等人計畫成立一間新公司，英文名為「TaiMed」，希望取得 TNX-355專利授權。國科會主委陳建仁與經建會主委何美玥，向當時的行政院長蘇貞昌提出方案，建議以國家發展基金進行投資，資助其建立。在方案中提到由翁啟惠代表行政院與Genentech生技公司洽談合作事宜，並提出三個合作條件：1. 新公司設在台灣，2. 臨床實驗在台灣及美國同步進行，3. 未來大量生產之工廠在台灣。若Genentech同意此條件，則我方同意：1. 開發基金2000萬美元範圍內參與投資新公司，2. Genentech可以得到技術股（10%範圍內由翁院長談判），3. 未來之生產工廠開發基金在30%範圍內參與投資。初步談判結果由何美玥以公文向當時的行政院副院長蔡英文報告，內容提到Genentech公司開出的價格超出翁院長估算甚多，尚須研究如何提出對案。當時擔任行政院副院長的蔡英文，曾負責協調經建會與經濟部，協助宇昌生技的成立。蔡英文說服立法院院長王金平，由王金平領銜提出《生技新藥產業發展條例》，以補足法源。
3月底，行政院為募集TaiMed資金，向台灣創投業者召開公開說明會。但此舉引起Genentech公司不悅，認為台灣違反協議，洩露談判進度。同時間，另一間美國公司，也希望爭取Genentech公司的專利，開出很高價格。TaiMed公司原始股東，認為授權金太高，也找不到其他投資者加入，中止談判，計畫暫停。
5月21日，蔡英文卸任行政院副院長。

#### 成立宇昌
2007年8月，Genentech公司與Tanox公司合併完成。楊育民認為這是爭取專利權談判的好機會，陳良博等人重新召集團隊，重啟談判。因為生物科技業，投入研發成本很高，募資困難。陳良博與中研院院長翁啟惠、李遠哲等人，邀請民進黨籍、時任扁政府時期國策顧問的蔡英文擔任公司董事長，負責整合投資人及負責國際授權談判，希望以她的聲望與人脈，讓公司募款能順利完成。經楊育民邀請，至美國參訪生技公司，了解生物科技業現況後，蔡英文答應協助。楊育民與陳良博等人，計劃成立兩間母子公司，分別為台懋生技（TaiMed Inc，TMI）與宇昌生技（TaiMed Biologics，TMB），由台懋負責控股，尋找投資機會與資金，宇昌生技負責新藥的研發與生產。但原定投資者認為投資風險過高，在此時收手，資金產生缺口。蔡英文則認為此案為好的投資機會，因此決定以自家的資金6000萬元新臺幣，經由上智創投公司與統一國際創投公司成立台懋生技，投入宇昌。
但由於《生技新藥產業發展條例》中對於奬勵投資公司性質有所規定，蔡英文再度集資台幣7200萬元新臺幣做為資本，又成立另一家名為「台懋創投」的公司，投資宇昌生技，並以此再次向國發基金申請投資，國發基金承諾投資8.75億元。此次增資的7200萬元新臺幣，同樣也包括蔡英文家族、上智創投、統一國際等提供的資金。
2008年3月，民進黨於總統大選敗選，國民黨上台後，國家發展基金承諾投入的資金並沒有到位，原先承諾的3千萬美金，包括開發基金批准的1千2佰萬美金都未投入宇昌。其他民間資金包括統一國際等資金，也因政治壓力不敢投入。國家發展基金只撥款約台幣2.64億，但是原先承諾投資「台懋生技創投」的8.75億元，因台懋生技創投當時並沒有實際成立而沒有撥款，其他股東的資金也隨之減少，資金因而短缺了一千萬美元。後來由潤泰集團主席尹衍樑參與投資，補足了資金缺口，宇昌生技資本額才達到了3千萬美元（約台幣9.9億元），勉強符合和Genentech公司授權協議書上的最低資本額的規定，讓公司得以繼續經營。
2008年5月18日，蔡英文成為民進黨主席，為淡化公司的政治色彩以及旋轉門爭議有所切割，請辭董事長。其家族的潔生投資公司，將股票出售，退出經營。尹衍樑取得台懋生技公司的經營權與所有股權。尹衍樑以不熟悉生技公司為由，邀請路孔明入股，將台懋生技公司改名為「合一生技創投」。宇昌生技公司也改名為中裕新藥。
2010年，中裕新藥再度增資，開發基金決定再次參與。同年6月，中裕新藥登上興櫃，交易價格可達35元。
根據證交所公開股市觀測站的財報資料顯示 中裕新藥(4147)宇昌生技 EPS 2009年 -2.2元，2010年-1.34元，2011年-1.06元，2012年-1.07元，2013年-1.3元，2014年-1.32元，2015年-2.16元，2016年-1.14元，8年間帳面總共虧損21.55億元

## 議題發展過程
2011年4月27日，蔡英文成為民主進步黨候選人，參與總統選戰。
11月26日，國民黨副總統參選人吳敦義質疑，蔡英文在副閣揆任內批准行政院「國發基金」投資宇昌生技，她在卸任後卻自己去擔任該公司董事長。認為操作手法，與聲名狼藉的「鐽震案」十分類似。《聯合報》刊出社論呼應此事。11月28日，邱毅質疑蔡英文曾經擔任宇昌生技公司的董事長，跳過審查會，違法申請國發基金，而蔡英文從行政院副院長卸任後，馬上轉任宇昌公司的董事長，涉嫌自肥。不過綠委澄清，絕無此事。。12月1日，民進黨發言人陳其邁表示，當年行政院也依據民國85年銓敘部函通案解釋過卸任副院長擔任生技公司董事長沒有違反旋轉門條款。
12月7日，前經建會主委劉憶如聲稱，應行政院閣揆、當時副總統參選人吳敦義口頭指示，對宇昌案啟動行政調查。但吳敦義表示是由劉憶如主動簽報，依照立法院決議要解密宇昌案，才進行調查，否認曾經口頭下令。劉憶如由日本行程週三趕回台北，把國發基金投資宇昌的兩大箱檔案資料找出來整理。
12月9日，立法院臨時安排經建會專案報告，藍營立委輪番開砲，質疑蔡英文違反旋轉門條款，騙取國發基金的錢。國民黨立法委員邱毅指出，蔡英文在出任民進黨主席後，將其手中持有股份，以每股11.5元的價格，全數賣給潤泰集團，若以每股面值十元計算，蔡英文至少獲利三百萬元。邱毅懷疑蔡英文家族根本沒有出資一毛錢，騙取國發基金數千萬元，將向特偵組告發。蔡英文表示，家族所得獲利一千萬，利潤僅2%，僅稍微優於定存。她與家族從頭至尾都不曾獲取暴利，反而為人民與政府獲利十億元以上。

12月12日，宇昌投資案當時的行政院法規會主委陳美伶表示，前行政院副院長蔡英文卸任後轉任宇昌董事長一案，當時法規會研究後明確回覆沒有違反旋轉門條款。理由之一是「旋轉門條款」的規定是指「直接監督業務」，該公司的目的事業主管機關是經濟部。其次，包括前財政部長與行政院副院長邱正雄卸任後擔任大華證券董事長等都有前例可循，加上配合當時新通過之《生技新藥產業發展條例》明文規定，該法目的事業主管機關是經濟部。蔡英文是卸任的副院長，屬於「行政院」的層級。陳美伶表示宇昌案只是一般公務機密，係指公務員承辦業務，當政策未確定前或者案子只給某些首長看時會列為密等，等到事情確定，只要經過程序核定後就可以公開，沒有所謂依據國家機密保護法解密或註銷的問題。宇昌案只是希望事情未確定前不要對外曝光，才會加註密等，事情確定後，行政院依據職權早就可以公開，這是行政權的範疇，不需要立法權。
此外，宇昌案極機密文件解密，首度出現「TaiMed」名稱，引發藍營質疑這就是蔡英文家族所有的「台懋」公司介入投資案的證據，且宇昌公司前後中文名稱不斷改變，但英文名字依舊是TaiMed，令人不解。對此，蔡英文委任律師連元龍駁斥說，TaiMed的意思是「台灣醫藥科技」，與台懋一點關聯也沒有。
民進黨於官方網站提出說明。中央研究院院長翁啟惠為蔡抱屈，當初宇昌的發起人楊育民（現為羅氏藥廠全球技術營運總裁）及陳良博（現為中研院院士）等生技大老，也發表聯合聲明，指出宇昌投資讓政府至今只有獲利、沒有損失，沒想到選舉期間卻被定位為「科技型犯罪」。
國民黨副總統候選人吳敦義夫人蔡令怡12月11日在澎湖造勢時，砲轟蔡英文「把國家11億，挪移到他們家公司」，民進黨發言人康裕成與律師廖虹羚十四日召開記者會，蔡令怡散佈顯然為捏造不實的訊息，抹黑打擊蔡英文，意圖使人不當選，將對蔡令怡提告。吳敦義則為妻辯解，「蔡令怡有正義感、很善良，一向不會亂講話，一定是有所本才提出」。但蔡令怡事後卻坦承講錯了，對於抹黑蔡定調僅是「口誤」，如果「這個數字有點不對，我應該是道歉的」。隔日吳敦義表示蔡令怡說11億實在太客氣了，應該是14億。
12月12日，經建會主委劉憶如公布兩份已解密的宇昌案極機密公文，顯示蔡英文擔任行政院副院長時，曾批示宇昌公司前身TaiMed公司投資案的極機密公文；劉憶如並透露，在2007年3月31日另一份TaiMed募資的英文說明書上，蔡英文就已列名「主要負責人」。國民黨立委林益世等痛批，「蔡英文竟自己決掉（公文）了！蘇貞昌被蔡英文矇了。」
民進黨政策會執行長陳其邁出示原始文件，指控劉憶如涉偽造文書，拿8月文件充當3月文件，限劉憶如在下午3時以前公開道歉，否則提告。段宜康也提出，劉憶如與林益世公布的文件上，「附件三」的字眼遭塗改，要求公布塗改公文的原因，以及出示原始公文。
劉憶如坦言，經建會提供給立委的所謂「TaiMed投資說明會資料」，確有「時間錯置」。對於造成誤會，她願意道歉，她指控是因為民進黨時期留下的文件太複雜，才會誤植時間林益世表示，「我是根據行政部門提供的資料，不會的，我有什麼好道歉的呢？」。吳敦義則說，不管3月或8月，都是事實，如果是3月份，那就說明是蔡英文在副院長的任內就參與宇昌籌募，如果是8月，那也坐實2月份的副院長蔡英文，批給8月的宇昌籌募人蔡英文，這個事實就是擺在那裡，有就是有，沒有就是沒有，3月跟8月沒有大差別。
12月14日，康裕成以律師身份出面赴台北地檢署告發劉憶如、國民黨立委邱毅、林益世、謝國樑、及行政院長吳敦義夫人蔡令怡等5人涉及偽造文書或違反選罷法。國民黨立院黨團表示，要成立跨黨派國發基金投資宇昌案調閱小組。立法院長王金平14日表示，由於提案到院會決議的程序已過，目前唯一的方法就是透過黨團協商送院會決議，不過民進黨團對此已經表示反對。劉憶如指出，蔡英文家族百分之百投資的「台懋生技創投」，有五大疑點需要當事人出面說清楚。
12月16日，邱毅表示，他向葉耀鵬舉發蔡英文、何美玥、何俊輝，涉嫌瀆職、濫權、自肥、圖利等違反公務人員守則的犯罪行為。他認為，南華案和宇昌案生產同一種藥品，南華案送經建會，也曾獲何美玥肯定，但在審議兩年過程中，民進黨發現此案有利可圖，將之剽竊，再聯合科技業敗類，一起將南華案封殺，以商業間諜手段，硬竊取南華投資案模式。指責翁啟惠、何大一、陳良博是科技業「敗類」。宇昌生技澄清，何大一的技術股，是由大股東潤泰集團給與的，經股東會同意，與蔡英文無關。
同日針對蔡英文召開宇昌案記者會後，劉憶如也開記者會回應說，對蔡英文沒有針對宇昌案的疑問提出任何說明，並再度抹黑、指控行政部門變造文件感到遺憾。她並強調，從來沒有說過宇昌或台懋創投是弊案，也沒有說是違法，只是本於職責，請蔡英文儘速面對問題，澄清大家疑惑，並呼籲蔡英文及民進黨停止對她的抹黑與不實指控。
2011年12月17日在第二次的總統候選人電視辯論會上,國民黨候選人馬英九在申論一開始就講宇昌案，在交互拮問時，又再針對宇昌案，質疑民進黨總統候選人蔡英文。
劉憶如質疑蔡英文家族投資宇昌僅佔20%股份，不如國發基金的40%，何以能擔任董事長？民進黨立院黨團幹事長蔡煌瑯於12月22日反問：台北市政府持有富邦金控14.17%的股份，為何由持股9.08%的蔡明忠當董事長？國發基金投資台積電6.38%，怎由持股0.48%的張忠謀當董事長？國發基金投資國光生技19.36%，怎由持股僅0.79%的詹啟賢當董事長？國發基金投資健亞生技31.46%，又怎由持股14.11%的梁榮將當董事長？鴻海的郭台銘持股只有12.02%，為何可以當董事長？宏達電的王雪紅和陳文琦合計持股宏達電5.76%，為何王雪紅可以當董事長？劉憶如這種質疑是「不識字兼沒衛生！為了戀棧職位，語無倫次，打宇昌打到瘋狂了嗎？」。蔡煌瑯表示，國發基金是創投基金，是扮演投資的角色，不是來當經營者，「沒有知識，也要有常識！」如果劉憶如不懂，可以向專家、金管會副主委李紀珠請益，「李紀珠會把創投的精神告訴妳！」民進黨黨團書記長翁金珠則指出《公司法》（第二百零八條）的規範很清楚，公司設有常務董事的，以選舉方式互選出董事長，否則就由董事互選出董事長，跟持股多寡沒有關係，劉憶如怎會提出這麼缺乏常識的質疑？
2011年12月23日，劉憶如公布當時董事長和董事選舉紀錄，以宇昌成立時，國發基金依40%的股份被規劃應有3董事1監事，但董事長選舉時只有1董1監，分別是翁啟惠和何美玥，並要求當事人說明為何國發基金的權益被放棄。12月29日，劉憶如再度以國發基金主管單位的身份，公布四項文件，對宇昌案的程序異常提出質疑，包括：
- 由政務委員報簽行政院（應該要由國發基金報簽，而非經建會主委兼政務委員何美玥）
- 投資本身未見規劃或評估
- 以「專簽」變更之前國發基金投資新公司的前提（在台量產改委外，投資額由30%改40%）
- 國發基金先撥款，才簽投資協議
- 蔡副院長簽核，蔡董事長接手

就劉憶如的指控，民進黨發言人指出這些質疑他們早已回應過，不需要再多做說明。
2011年12月28日，經建會主委劉憶如在經建會年終記者會中指出，宇昌案之所以特殊，在於宇昌的專案核准，是只依據一份3人簽署的公文，這份公文由何美玥用「政務委員」身分，以「極機密」公文在96年2月9日簽呈行政院副院長蔡英文、院長蘇貞昌，而這份公文是當宇昌案投資及撥款作業流程的依據，這種僅靠一份2頁的公文，作為投資依據的流程，也是國發基金到目前為止唯一的一個特殊案例。
2011年12月30日，蔡英文於2012年第二次總統候選人政見發表會上主動提及宇昌案，她表示2007年卸任行政院副院長後，受推動本案的科學家邀請參與籌設宇昌，但為避免瓜田李下，當時就曾連絡行政院，確認擔任宇昌公司董事長不違背法令規定，並承諾民間資金到位就撤資，「我不想做無所謂的口水戰，只想把真相訴諸社會公評。」 蔡英文強調，宇昌案給她很深的感觸，也是很重要的試煉，如果時間可以倒流，她還是會做出相同的選擇。
前中研院長李遠哲及學術界人士連署聲明，宇昌案給科學工作者很深感觸，生技本無色，但選舉政治正踐踏生技幼苗，宇昌案是很好的生技成功典範，卻難逃政治抹黑。為民進黨總統候選人蔡英文的人格及宇昌案背書。

## 反應

### 宇昌公司相關生技人士
知名旅美生技大老、羅氏藥廠全球技術營運總裁楊育民，與中研院院士陳良博聯名發表公開信，說明宇昌是科學家心血結晶、依正常程序成立、邀請蔡英文出錢出力、還幫國庫創造七億元以上利潤，駁斥邱毅的指控。
中央研究院院長翁啟惠為蔡抱屈，表示宇昌文件列機密應是Genetech要求，當時因為資金未到位，經營人才請蔡英文幫忙投資，蔡英文相當明確表示，投資宇昌只是幫忙，等資金到位就退出，「這個我記得很清楚」。
中央研究院院士陳良博12月13日越洋視訊訪談記者會影片證實經建會表示，「所以他們說，是3月31號的那一個文件，是8月的時候我寫的，然後8月19號我先送給蔡主席，然後等何大一同意以後，隔了幾天，8月21號2007年，我送給何俊輝先生，他那個時候是副執行秘書。」陳良博強調，「所以這份資料很顯然的，2007年3月31號標示的那些文字是變造的資料，完全是變造！完全變造！」陳良博還哽咽說，國民黨那邊的人很多也都是讀書人，讀書人怎麼能做出這款，沒良心、不老實的事情，令人傷心。
2011年12月13日，楊育民說，宇昌案鬧成這樣，對他來講只是有心人想做文章，當初其實是很單純、很有意義的事，只是沒想宇昌案反而害了台灣生技業，讓他覺得非常痛心。這個案子到2008年民進黨下台後，資金後續斷炊，如果當初政府繼續支持，在台灣蓋工廠是一個可能的願景。他說，在美國常常很多公司一個新藥還在臨床就價值好幾億美元，對於台灣主管國發基金投資的高級官員用「淨值」去衡量新藥公司的價值，真的是很離譜的一件事。
中央研究院院士陳垣崇擔心宇昌案恐影響台灣生技產業的未來發展，他說：「台灣的生技產業好不容易有成果，好似剛發出小秧苗，卻這樣被摧殘了。」。
至少八十七名科學家聯名背書力駁宇昌案。以中研院前院長李遠哲為首，以及近二十位生技業界人士，其中包括宇楊育民、陳良博都在連署名單當中，他們呼籲還給「蔡英文一個公道，也替蔡英文的人格背書，強調蔡英文值得信賴，應該還給蔡英文公道，別讓抹黑決定台灣的未來。這份聲明指出，「生技本無色，但選舉政治卻正在踐踏生技幼苗，宇昌是個很好的生技成功模範，卻難逃政治抹黑。」

### 民主進步黨
民進黨黨中央就宇昌案提供說明，而蔡英文亦召開兩次記者會作出說明。

### 親民黨
宋楚瑜說，宇昌案就像2000年的興票案一樣，都是刻意操作負面選舉，對台灣的民主發展沒有好處。劉文雄則透露，宋楚瑜於對此事感到痛心，認為國民黨不但沒有疼惜人才，還這樣犧牲劉憶如。
陳振盛則表示這不是劉憶如一個人就能當打手，背後顯有國民黨黨政高層在運作。吳敦義的閣員出了問題，吳敦義難辭責任。劉憶如不是發動者，影武者或藏鏡人另有其人，檢調應要將其揪出來。 針對馬英九宣稱如果證實他動用國家機器打擊對手將退選，陳振盛也表示馬本來就會落選，呼籲用選票來制裁。 對劉憶如每日提問，陳振盛則請她不要越陷越深，呼籲特偵組要羈押劉憶如。
林瑞雄則認為目前已經是宋蔡對決的情勢。

### 民意調查反應
在國民黨操作宇昌案後，部分民調顯示蔡英文獲益。 民調的趨向與社會觀感類似，但是目前各政治立場的民調可信度不高。
由於民調反應不佳，吳敦義受訪時表示選戰以政績為主，宇昌案不必當選戰議題，部分媒體也臆測國民黨不再打宇昌案，甚至泛藍內部有所歧異。 但隨後的第二場總統候選人電視辯論，宇昌案仍成為交互詰問焦點，劉憶如也陸續公布其他公文並提出質問，顯示媒體對國民黨不打宇昌案的推測並不正確。

### 媒體
- 2011年12月19日，《蘋果日報》專欄評論擔任經建會主委的劉憶如，當台灣面臨歐債危機等所帶來的負面影響時，親上火線，與民進黨隔空唇槍舌戰，大可不必，建議她回歸正務。[80] 另指劉憶如在枝節上糾纏不清，堅持自曝其短，說些缺乏常識的話，明明特偵組已在偵查，卻堅持追查真相，好像在協助特偵組辦案，讓身為政務官的她，能力和公信力難以恢復。[81]
- 2011年12月20日，李艷秋在新聞夜總會指出，台懋創投在成立時沒有任何員工為空殼公司。[82]12月29日，李艷秋再次在新聞夜總會討論此案，稱蔡英文是邪惡版的羅賓漢。[83]
- 2012年1月16日，部分親藍媒體一反先前大力批評之態度，開始讚揚本案相關科學家之成就。[84]
- 2012年1月27日，民進黨前立委林濁水表示，民進黨內普遍有讓「蔡英文再選一次」的氛圍，他認為，民進黨新任黨主席應該年紀不比蔡英文大，如果黨內天王想回鍋接任黨主席，應該向外界宣示，不會參選2016，只是肩負帶領民進黨轉型的階段性任務，並對民進黨轉型做出具體承諾。[85]

## 質疑

### 對獲利的質疑
- 根據證交所公開資訊觀測站的財報資料顯示 中裕新藥(4147)宇昌生技 EPS 2009年 -2.2元，2010年-1.34元，2011年-1.06元，2012年-1.07元，2013年-1.3元，2014年-1.32元，2015年-2.16元，2016年-1.14元，8年間帳面總共虧損21.55億元。由於新藥尚未上市，因此營收幾乎都是掛零，公司從未曾獲利，目前手邊的現金來自於現金增資，至今仍是燒錢狀態。對於所謂帳面股價獲利，非實質營收獲利。[86]

### 對宇昌案的質疑
- 國民黨候選人馬英九指責蔡英文未利益迴避，讓其家族企業介入宇昌案。

### 對何大一的質疑
- 休士頓華資中央銀行副董事長、休士頓馬吳後援會召集人，葉宏志透露當年身為黃芳彥姪子的何大一為自己利益而否決高育仁的南華，質疑何大一想要獨占TNX-355，故意阻擋南華[87][88][89]。國民黨立委邱毅將翁啟惠、何大一、陳良博批評為科技界的「敗類」[90][91][92][93][94]，國民黨立委蔡正元聲稱何大一「是一個非常可惡的『三七仔』」[95]。

- 劉憶如指出，同樣是治療愛滋病的生物製劑TNX-355，2005年12月提出申請的南華生技，在2006年3月23日被否決，當時國發基金除了有審議委員，也請了4位專家，也包括何大一。在2007年10月，由何美玥核可用印之「宇昌公司」中英文合資協議書中，第7.1 條即規範「何大一博士之技術股」：為表示對何大一博士對宇昌生技貢獻之肯定，投資人同意於宇昌生技後續增資時，提供何大一博士價值相當於500 萬美元或等值新台幣之宇昌股份[13]。劉憶如質疑何大一在南華生技案中，立場不中立，有圖利之嫌。[96]。

## 辯護

### 有利蔡英文的答覆
- 中央研究院院長翁啟惠表示，宇昌文件列機密應是Genetech要求，當時因為資金未到位，經營人才請蔡英文幫忙投資，蔡英文相當明確表示，投資宇昌只是幫忙，等資金到位就退出。
- 2011年蔡英文表示，這起案件，過去三年已經經過嚴格檢驗，證明沒有任何可議之處，家族所得獲利一千萬，利潤僅2%，僅稍微優於定存'。她與家族從頭至尾都不曾獲取暴利，反而為人民與政府獲利十億元以上。

### 有利何大一的答覆
- 2006年行政院邀請中央研究院院士何大一等四位顧問協助評估，並以在臺生產TNX-355為投資前提。8月，評估小組提出報告，其中警告不能對TNX-355有太高期待，生技工廠則不一定要與Tanox公司合作，可以公開招標方式尋求其他對象。
- 中裕新藥表示，蔡英文在2008年1月已卸任董事長，退出經營。授與何大一博士約占股權 5% 技術股的決定，是在2008年6月舉行的股東會上，由大股東潤泰集團提議，經劉兆玄內閣同意，撥給何大一。贈與技術股不是由蔡英文決定，過程也一切合法。TNX-355 最初是由何大一博士所指導研發。中裕新藥在研發過程中，何大一博士也是最重要的靈魂人物，贈與技術股是應得的[97][98][46]。
- 何大一支持者指出，南華生技案中，高育仁是申請做代工藥廠，自己沒有專利權，專利在Tanox手上，卻開口向國發基金要十七億元。TNX-355 仍在研發過程中，Tanox公司也尚未有能力讓 TNX-355 進入量產，在此時就成立蛋白質工廠來大量生產，不合效益。且當時， Genentech 正預備併購 Tanox，後續不確定因素高，風險很大才遭打回票。
- 何大一對這些指控，表示：「如果家鄉台灣不歡迎我們，那我可以退出台灣，到別的國家去實現生技夢想。」[99]謝金河在2012年1月7日「老謝看世界」節目指出，何大一曾打電話給尹衍樑，在電話中大哭，說台灣媒體說的都不是事實，想要出來開記者會澄清，但尹最後勸退何。民進黨認為，國民黨的言論對何大一博士等人過於粗暴[100][101]。

## 特偵組調查
2011年12月13日，最高檢察署特偵組展開偵辦宇昌案重大偵搜行動，派員前往行政院國家發展基金管理會調閱宇昌案相關案卷公文，整個調卷行動號稱全程保密。 2011年12月13日，民進黨發言人陳其邁、莊瑞雄及律師徐國勇、連元龍召開記者會表示，執政黨利用不實資料，再由檢調單位配合特定政黨、發動偵查，蓄意抹黑政敵，「這對於一個民主國家絕對是政治醜聞」，司法機關配合著前ㄧ天劉憶如主委的預告，馬上發動偵察查扣行動，讓人懷疑國家機器現在都變成國民黨的輔選單位，呼籲馬總統出面向社會大眾說明。也有人質疑檢察總長黃世銘偵辦宇昌案時走漏風聲，而偵辦富邦案卻悄悄保密，行為有所偏袒。
針對外界質疑有外力介入宇昌案的偵辦，特偵組發言人陳宏達表示，檢察官在證據有湮滅、偽造及變造之虞時，有必要保全證據，而這一切都依照法律，絕無行政機關或政治力介入，希望大家不要過度解讀，不當聯想。陳宏達說：保全證據是為了發現真實，「真實是沒有顏色的」，更沒有藍綠。 
2012年8月14日，特偵組發言人陳宏達表示，特偵組約談中研院院士何大一、陳良博，民進黨主席蘇貞昌、前主席蔡英文後認定，蔡英文任宇昌董事長、蔡的家族投資宇昌、出售股權，以及國發基金挹注，均無不法事證。根據特偵組調查，蔡英文家族投資宇昌公司的資金，都是自有資金，如期、如數匯入相關帳戶的款項，沒有中飽私囊或非法濫用。宇昌公司初期原屬意何大一擔任董事長，但受限他久居美國及台灣法令，投資團隊才決定找蔡英文，蔡英文辭去副閣揆一職後擔任宇昌董事長，並未違反旋轉門條款。尹衍樑購買蔡英文家族出售的股權，股票買賣未逾市場合理價格沒有暴利。宇昌案當時以「極機密」處理，是確保國家利益，並無不法。國發基金挹注宇昌初期，國發基金董監席次不足，確為何大一等人久居海外、相關手續辦理時程有落差，並無不法。
至於宇昌等的公司登記疑涉偽造文書及前經建會主委胡勝正疑涉違反旋轉門條款等部分，特偵組發交台北地檢署調查，2013年7月17日，台北地檢署偵查終結，胡勝正等人未違反旋轉門條款、亦未涉偽造文書，因此認定犯罪嫌疑不足，予以不起訴處分確定。。
在大選結束後，2012年8月14日，特偵組完成調查，以查無不法簽結宇昌案。特偵組偵決書指出，綜據資金流向之清查，及宇昌生技公司之資金查核以觀，蔡英文家族投注之資金均為自有資金，而所參與投資之款項亦均如期、如數匯入該等帳戶；另宇昌生技公司依其帳戶之資金流向，亦未見有中飽私囊、非法濫用之情形。而就蔡在此案中有無違反旋轉門條款，就當時法規會研究後明確回覆沒有違反旋轉門條款。

## 大選過後
總統大選馬英九勝出，不過，國民黨操作宇昌案的手法留下後遺症，不僅讓人認為馬政府不支持生技產業，政府誠信大打折扣，有政府投資的生技案也成票房毒藥，讓企業投資怯步，包括張有德的TMF、蘇懷仁的SIC種子基金和生技中心將分割的蛋白質藥品先導工廠，都面臨募資困難的窘境。TMF原預定由政府出資20％，但因為宇昌案，民間企業對於與政府合作產生疑慮，深怕成為宇昌案第二，原本東洋、南光、永信、中天生技等公司也因宇昌案打了退堂鼓，TMF還沒成立就胎死腹中，主持人張有德也掛冠求去。蘇懷仁的SIC種子基金，在籌募資金的過程中，也因企業投資擔心有政府的色彩而出現瓶頸。連帶影響馬政府另一項重要計畫「台灣生技育成整合中心」也撐不下去。選舉後宇昌也被打入谷底引發財務危機 。
羅氏製藥全球技術總裁楊育民認為，原本是台灣最成功，也最有機會以愛滋病新藥TMB-355拿到FDA上市藥證的中裕新藥（原名宇昌），在總統大選中，被打成是攻擊蔡英文的弊案，會讓很多人認為政府是不支持生技產業，很難吸引國際資金進來，也不會想參與和政府參與的投資案。因宇昌案影響，楊育民決定辭去生技產業策略諮議委員會（BTC）委員。行政院雖積極尋找替代人選，但生技界人士都不願擔任此職位。台灣生技創投基金（TMF）負責人張有德，也決定不再接受行政院委託，自行創辦私募基金。中研院院長翁啟惠亦表示，宇昌案這件事對生技業的確產生影響，就是有一些不確定性，尤其海外華人有心想回國幫忙，就會猶豫，這是比較大的影響。包括陳定信、廖運範、陳垣崇、陳建仁等中央研究院院士也對此事提出批評與關心。
身兼國家生技醫療產業策進會（生策會）創辦人、對生技產業需求與發展知之甚詳的立法院長王金平於2012年6月出席台灣生技醫療產業總體檢論壇時痛批總統大選期間政治干預生技產業界的發展，還對一群國際重要科技人才不太尊重，生技產業已因「政治因素」被嚴重「污名化」，現在正「自食惡果」，很多學者與專家都不願意來協助台灣生技這項重要的策略性產業，這對國家來說是重大的損失。此外，政府對生技產業的許多重大承諾，到現在都還無法兌現。針對生技所成立的創投基金。由張有德主持的首支台灣生技創投基金（ＴＭＦ）募資失敗，如何挽留張有德繼續在台灣幫忙，非解決不可，因為沒有ＴＭＦ，生技產業四個重要支柱就少了一個，對產業發展影響很大。而政府從國外延攬生技專家蘇懷仁回來擔任台灣生技整合育成中心的首席顧問，卻但連起碼的薪水問題，到現在都無法解決。
中研院院士陳定信出席院士會議外受訪痛批，馬團隊對宇昌案的指控根本就是「假的」，當初擺明就是在「騙選票」，用污名化的手段把蔡英文「打壞掉」，「非常不道德」。為了勝選，竟然不惜犧牲台灣的生技產業。
中研院院士廖運範也說，藍營對宇昌案作出不實指控，甚至還涉及竄改相關文件，對國內生技產業發展形成很大衝擊，很多海外生醫學者很氣餒、心寒，大家不想回台灣了。
中研院院士陳垣崇表示，宇昌案確實影響到國家生技產業發展，讓海外生技專家回台投資和貢獻所長的意願降低，也可能造成國外會有一些「台灣不支持生技產業」的負面印象。
2012年7月5日，何大一投書《聯合報》，澄清自己在南華案與宇昌案的角色，對「宇昌及其創始者」遭受扭曲及不公平的指責感到遺憾。何大一說，南華案要耗資數億美元興建大型蛋白質藥生產工廠，而宇昌提案是成立一個小型的新藥公司。大家期望宇昌能以創新為基礎，延攬專才，與世界一流的Genentech合作，共同開發新藥以創造產值。政府的投資也只有南華案的幾分之一，風險較小。何大一認為，如果國發基金當時支持了南華計畫而大筆投資蓋廠，這個廠到今天可能都還在空轉，沒有蛋白質藥可以量產，因為研發還未完成。而中裕新藥在短短的幾年內就在以被動免疫來預防愛滋病的領域裡躍居領導地位，並同時打開了另一個市場。何大一同時希望國發基金對外公布他在南華案與宇昌案的評估報告，向社會澄清他的立場是一致而且公正的。他最後表示如果政客們為了政治或一時的選舉之便，連無辜政治圈外人的名聲也可以隨便踐踏，往後誰還願意幫台灣做事？一場宇昌案下來，對台灣沒有好處，其對生技新藥產業及有心參與的海內外菁英所造成的負面影響，不知道要多少年才揮得掉，最後受害的還是百姓。何大一指出，國民黨抹黑宇昌是假公司「很不公平」，宇昌是政府拿錢配合民間資金打造的，馬政府竟然為了選舉將自己的小孩殺死。何大一認為劉憶如竄改宇昌案文件日期，是一種犯罪行為。對於馬英九與吳敦義對於宇昌案不作回應，感到遺憾。
中研院院長翁啟惠認為，宇昌案對生技業的確產生影響，宇昌案造成的政策不確定性，讓海外華人非常猶豫是否回台灣幫忙發展相關產業。 
中國國民黨大老高育仁與南華生技的代表，仍然認為何大一在南華案中不公正。楊育民則表示當初這個愛滋病新藥如果能進入臨床三期成功，才會在台灣竹北設立蛋白質工廠，但還沒成功之前，是不適合設工廠的，況且只有一個新藥無法支撐一個廠。國民黨立委邱毅仍然認為宇昌案是弊案，而且何大一參與其中。國發基金執行秘書認為何大一與宇昌案無關，質疑是在專案核准的程序異常，之前對何大一的質疑，是劉憶如以個人身份發表的「每日一問」，非國發基金的立場。劉憶如回應，日期錯誤是誤植，否認是竄改。她是在當時行政院長吳敦義的指示下才進行調查。國發基金回應，國發基金從來不曾指控參與宇昌案的科學家違法，也不認為這對台灣生技業發展有影響，而「有些外界耳語對他們造成困擾，這我們也沒辦法」。
2014年4月21日，美國 FDA 正式核准中裕（宇昌）愛滋病新藥 TMB-355進行臨床試驗。
2015年11月23日，中裕新藥，以115元上櫃 ，股價持續上攻，2015年12月14日收259元，漲幅高達125%。中裕新藥資本額21.71，市值超過500億元，國發基金大賺90幾億元。

### 特偵組偵結與監察院調查結案
在大選結束後，特偵組以查無不法偵結此案。監察委員葉耀鵬表示，雖然法院判決無罪，但監察院仍追究宇昌案的行政責任，認定行政院及經建會都沒有善盡監督管理之責實屬不當，國發基金歷年所派董事及相關人員都有違失，一併糾正。2013年10月2日，監委葉耀鵬、馬以工、馬秀如、李復甸等人提出監察院調查報告，認為國發基金未經行政院專業核准就投資宇昌公司，且投資範疇改變也沒有陳報首長，國發基金管理會對於投資案的相關作業與行政院對檔案管理有缺失，經建會提供立法院的相關文件錯植日期，主委劉憶如及相關人員有違失。此外，報告中認為何美玥冒用2007年2月9日簽為宇昌案申請國發基金投資「專案核准」的憑據，並為後續撥款作業有行政違失；宇昌案是由蔡英文及何美玥核定並推動，但全案所推動的項目卻遠超出核定範圍，且也沒續呈蘇貞昌，前後簽文有落差，時任行政院副院長的蔡英文明顯違反當時行政院長蘇貞昌的原簽指示，「違背職務的情狀，相當顯著」。蔡英文辦公室則表示「監察院刻意曲解並略去後續簽呈，誣指蔡英文違背職務「逕予核准」云云，隱藏事實、羅織無辜」。

### 民事訴訟
2011年12月2012年中華民國總統選舉期間，前國民黨立法委員邱毅等人，指控蔡英文違反政務官的旋轉門條款，不當獲取暴利，蔡英文本人否認。時任經建會主委劉憶如和國民黨立法委員林益世拿出一份日期標注為「2007年3月31日」的投資說明書，指控蔡英文在行政院副院長任內，就已列名TaiMed公司主要負責人之一，但事後被發現這份文件其實是8月的文件（蔡英文5月時已卸任副閣揆），劉憶如雖公開道歉，但被蔡英文控告偽造文書。2013年3月14日特偵組考量劉憶如是因幕僚拿錯文件，並無偽造文書犯意，以查無不法給予不起訴處分。但民事求償部分，2015年10月27日台北地院一審宣判劉憶如應賠償蔡英文200萬元，劉憶如上訴後，兩造於2017年4月達成和解。

## 註解
1. ↑  . 中央通訊社. 2011-12-09  [2012-01-16]. （原始内容存档于2016-03-04） （中文（臺灣））.
2. ↑  藍營：蔡家邪惡資金 搶錢獲利千萬[永久]，旺報，2011-12-10
3. ↑  .   [2015-12-20]. （原始内容存档于2015-12-22）.
4. ↑  .   [2015-12-20]. （原始内容存档于2015-12-22）.
5. 1 2 3  前政院法規主委：蔡未違旋轉門 （页面存档备份，存于），中央社，2011-12-12
6. 1 2 3  宇昌案「旋轉門條款」解釋 政院下「封口令」 （页面存档备份，存于），台視，2011-12-12
7. ↑  宇昌案 劉憶如：程序異常 （页面存档备份，存于），中央通訊社，2012-01-04
8. ↑  .   [2012-01-17]. （原始内容存档于2015-12-22）.
9. 1 2 3  .   [2012-08-14]. （原始内容存档于2012-08-16）.
10. 1 2  .   [2015-12-11]. （原始内容存档于2020-04-13）.
11. 1 2  《宇昌案》劉憶如要上訴 民進黨批無悔意 （页面存档备份，存于）自由時報2015-10-29
12. ↑  南方快報：兩份「宇昌文件」的本質──前置作業 http://www.southnews.com.tw/specil_coul/Taiman/00/0290.htm#%B5%F91 （页面存档备份，存于）
13. 1 2 3  國發基金對宇昌案程序異常之說明 （页面存档备份，存于）（PDF），行政院國家發展基金管理會，2011-12-29
14. 1 2  .   [2013-04-10]. （原始内容存档于2013-03-12）.，蔡英文基金會網頁
15. ↑  台泥砸3億元 投資台懋生技 （页面存档备份，存于），經濟日報，2008-05-29
16. ↑  關於中裕／發展沿革 （页面存档备份，存于），中裕新藥股份有限公司網頁
17. ↑   （页面存档备份，存于） "豈有劫公濟私的羅賓漢？" 聯合報 社論 2011-11-26
18. ↑  董座自肥爭議 蔡陷新風波 藍追綠駁 （页面存档备份，存于），自立晚報，2011-11-29
19. ↑  宇昌案 綠：冷飯重炒造謠抹黑 （页面存档备份，存于），中央通訊社，2011-12-01
20. ↑  .   [2012-08-15]. （原始内容存档于2014-10-15）.
21. ↑  .   [2012-08-15]. （原始内容存档于2012-03-10）.
22. ↑  閻光濤. . 中央日報. 2012-08-16  [2012-08-16]. （原始内容存档于2014-10-15） （中文（臺灣））.
23. ↑  副閣揆卸任接宇昌 藍：蔡違反旋轉門，東森新聞，2011-12-09
24. ↑  國民黨團：蔡英文違旋轉門條款 （页面存档备份，存于），中央通訊社，2011-12-09
25. ↑  邱毅控蔡英文「買空賣空」宇昌股份 （页面存档备份，存于），聯合報，2011-12-09
26. ↑  TaiMed即台懋　綠營律師批胡扯 （页面存档备份，存于），蘋果日報，2011-12-12
27. ↑  . 蔡英文競選總統辦公室. 2011-12-12  [2011-12-16]. （原始内容存档于2012-01-07） （中文（臺灣））.
28. ↑  . 自由時報. 2011-12-12  [2011-12-13]. （原始内容存档于2011-12-11） （中文（臺灣））.
29. ↑  民進黨控告蔡令怡誣指台灣總統候選人蔡英文家族公司挪用11億公款 （页面存档备份，存于），台灣英文新聞 ，2011-12-14
30. ↑  吳揆：蔡令怡不會亂講話 （页面存档备份，存于），中央通訊社，2011-12-14
31. ↑  吳為妻辯解 蔡令怡卻改口道歉 （页面存档备份，存于），自由時報，2011-12-15
32. ↑  蔡令怡「搬11億說」挨告 吳揆：她太客氣 是14億[]，中天新聞，2011-12-17
33. ↑  英文文件蔡副院長列負責人 綠要告劉憶如 （页面存档备份，存于），聯合報，2011-12-13
34. ↑  陳其邁出示原始文件　控劉憶如偽造文書 （页面存档备份，存于），NOWnews，2011-12-13
35. ↑  . 新頭殼. 2011-12-21 （中文（臺灣））.
36. ↑  經建會文件「時間錯置」搞烏龍 劉憶如道歉 （页面存档备份，存于），聯合晚報，2011-12-13
37. ↑  劉憶如：只對文件誤植時間道歉 （页面存档备份，存于），聯合報，2011-12-14
38. ↑  為誤植事件道歉 劉憶如：民進黨附件遺漏造成 （页面存档备份，存于），中央廣播電臺，2011-12-13
39. ↑  綠限時道歉　林益世：行政部門提供的資料，有什麼好道歉 （页面存档备份，存于），NOWnews，2011-12-13
40. ↑  劉憶如搞錯日期　吳敦義：3月8月差別不大 （页面存档备份，存于），蘋果日報，2011-12-13
41. ↑  總統大選》宇昌案　民進黨北檢提告[永久]，自由電子報，2011-12-14
42. ↑  民進黨連環告 從劉憶如告到蔡令怡 （页面存档备份，存于），聯合晚報，2011-12-14
43. ↑  國民黨團提成立宇昌案調閱小組 民進黨團反對[永久]，中央廣播電臺，2011-12-14
44. ↑  劉憶如：投資七千萬 卻要占三席董事？ （页面存档备份，存于），聯合報，2011-12-14
45. ↑  邱毅向監院告發：蔡英文涉瀆職 （页面存档备份，存于），聯合晚報，2011-12-16
46. 1 2  中裕：何大一技術股 是潤泰給的 （页面存档备份，存于），中國時報，2011-12-14
47. ↑  劉憶如：從未說宇昌、台懋是弊案 （页面存档备份，存于），自由電子報，2011-12-17
48. ↑   （页面存档备份，存于） nownews 2011-12-17
49. ↑  綠委譏劉憶如 不懂公司法 可請教李紀珠 （页面存档备份，存于），自由電子報，2011-12-23
50. ↑  劉憶如疑蔡當董事長持股比　綠搬出張忠謀回批「沒知識」 （页面存档备份，存于），NOWnews，2011年12月22日
51. ↑  . 中央廣播電台. 2011-12-26 （中文（臺灣））.[永久]
52. ↑  . 聯合報. 2011-12-29  [2011-12-30]. （原始内容存档于2012-01-08） （中文（臺灣））.
53. ↑  宇昌案　劉憶如：靠一份2頁公文作投資依據　是唯一特例 （页面存档备份，存于），今日新聞網，2011-12-28
54. ↑  . 中國時報. 2011-12-31  [2012-01-01]. （原始内容存档于2012-01-10） （中文（臺灣））.
55. ↑  .   [2012-01-12]. （原始内容存档于2012-01-13）.
56. ↑  宇昌聲明 三年賺七億 （页面存档备份，存于），聯合報，2011-12-09
57. ↑  催生宇昌遭染色　生技大老站出來藍綠惡鬥一再壞了生技產業前途 （页面存档备份，存于），財訊雜誌，2011-12-09
58. ↑  「宇昌案 不該牽連無辜」翁啟惠︰輿論對蔡英文不公平 （页面存档备份，存于），自由電子報，2011-12-12
59. ↑  中央研究院陳良博院士2011年12月13日越洋視訊訪談 （页面存档备份，存于），蔡英文競選總統辦公室，2011-12-15
60. ↑  .   [2015-12-14]. （原始内容存档于2013-03-13）.
61. ↑  陳垣崇：宇昌案摧殘台灣生技幼苗 （页面存档备份，存于），台灣英文新聞，2011-12-13
62. ↑  .   [2012-01-10]. （原始内容存档于2012-01-13）.
63. ↑  談宇昌案 宋楚瑜：新權貴跟舊權貴吵架，台灣醒報，2011-12-13
64. ↑  劉文雄：宋痛心 國民黨犧牲劉憶如 （页面存档备份，存于），自由電子報，2011-12-14
65. ↑  宇昌案文件「有假」陳振盛：劉憶如背後有個影武魔頭 （页面存档备份，存于），自由電子報，2011-12-14
66. ↑  陳振盛︰閣員出包 吳怎有臉挑釁蔡 （页面存档备份，存于），自由電子報，2011-12-15
67. ↑  陳振盛痛批台灣行政院長吳敦義噁心齷齪 籲劉憶如供出背後影武者 （页面存档备份，存于），台灣英文新聞 ，2011-12-15
68. ↑  馬退選說 法界：聽聽就好 （页面存档备份，存于），自由電子報，2011-12-18
69. ↑  劉憶如再提問　親民黨同志嘆：特偵組應羈押她[永久]，自由電子報，2011-12-16
70. ↑  林唱衰馬：宋蔡才是主角 （页面存档备份，存于），自由電子報，2011-12-20
71. ↑  宇昌風暴／雙英民調拉平　徐永明：藍營膛炸自傷 （页面存档备份，存于），NOWnews，2011-12-15
72. ↑  宇昌案、副手辯論　市場預測：蔡當選機率創新高　馬略降 （页面存档备份，存于），NOWnews，2011-12-11
73. ↑  戴立安：蔡英文要衝過半 （页面存档备份，存于），新新聞，2011-11-30
74. ↑  吳敦義：不再打宇昌案 主攻政績牌 （页面存档备份，存于），新頭殼，2011-12-16
75. ↑  打宇昌停損 藍選戰回歸政績 （页面存档备份，存于），中國時報，2011-12-16
76. ↑  幕後／宇昌案膛炸自傷戰略轉　國民黨內鬥再起？ （页面存档备份，存于），NOWnews，2011-12-16
77. ↑  國民黨內部民調 打宇昌 藍指中間選民「馬升蔡降」 （页面存档备份，存于），中國時報，2011-12-17
78. ↑  宇昌案停損？ 國民黨：內部未達共識，新頭殼，2011-12-16
79. ↑  宇昌案奪焦點 公民團體遺憾 （页面存档备份，存于），中央通訊社，2011-12-17
80. ↑  辣蘋果專欄：劉憶如應回歸正務[永久]，蘋果日報，2011-12-19
81. ↑  司馬觀點：政務官意外傷亡（江春男） （页面存档备份，存于），蘋果日報，2011-12-19
82. ↑  .   [2012-01-25]. （原始内容存档于2015-07-11）.
83. ↑  .   [2012-01-25]. （原始内容存档于2011-12-31）.
84. ↑  見證生技30年革命 盡心盡力 （页面存档备份，存于），工商時報，2012-1-16
85. ↑  .   [2012-01-27]. （原始内容存档于2012-01-30）.
86. ↑  .   [2017-06-24]. （原始内容存档于2021-04-20）.
87. ↑  宇昌又爆內幕　何大一3百萬美元買回自己否決的舊案！ （页面存档备份，存于），ETtoday.net，2011-12-15
88. ↑  南華臨門遭何大一翻案　藍疑角色 （页面存档备份，存于），TVBS，2011-12-18
89. ↑  .   [2011-12-21]. （原始内容存档于2012-01-08）.
90. ↑  新台灣星光大道20111216（1/8）》時周獨家揭露！宇昌關鍵何大一也是扁迷？ （页面存档备份，存于），中天電視，2011-12-16
91. ↑  《時周》爆料宇昌案速過關何大一護航？ （页面存档备份，存于），中國時報，2011-12-16
92. ↑  宇昌剽竊商業機密　為自肥封殺南華 （页面存档备份，存于），中國評論通訊社，2011-12-16
93. ↑  邱毅向監院告發：蔡英文涉瀆職 （页面存档备份，存于），聯合晚報，2011-12-17
94. ↑  .   [2011-12-16]. （原始内容存档于2020-02-27）.
95. ↑  . 三立新聞. 2011-12-17  [2011-12-18]. （原始内容存档于2015-07-08） （中文（臺灣））.
96. ↑  何大一先否決南華再支持宇昌　劉憶如：愈看愈加不解 （页面存档备份，存于），NOWnews，2011-12-14
97. ↑  潤泰併購南山 立委疑不單純[永久]，民視新聞，2011-01-12
98. ↑  劉憶如質疑何大一持技術股　陳其邁：馬英九執政通過的！ （页面存档备份，存于），NOWnews，2011-12-14
99. ↑  世界愛滋病權威何大一指如果台灣不歡迎 （页面存档备份，存于），台灣英文新聞，2011-12-19
100. ↑  民進黨：選舉有必要選成這樣嗎？，聯合報，2011-12-17
101. ↑  藍狂批何大一 綠要馬道歉[永久]
102. ↑  特偵密查國發基金 查扣三案卷 （页面存档备份，存于），聯合晚報，2011-12-14
103. ↑  查宇昌案 特偵組調閱卷宗 （页面存档备份，存于），中央通訊社，2011-12-14
104. ↑  .   [2015-12-15]. （原始内容存档于2015-12-22）.
105. ↑  蘋論：黃世銘的狠話難釋疑 （页面存档备份，存于），蘋果日報，2011-12-14
106. ↑  宇昌案 特偵組：真實沒有藍綠[永久]，中國時報，2011-12-15
107. ↑  .   [2012-09-19]. （原始内容存档于2012-08-15）.
108. ↑   (PDF).   [2012-12-13]. （原始内容存档 (PDF)于2017-12-16）.
109. ↑  . 中央通訊社. 2012-08-14  [2012-08-14]. （原始内容存档于2015-11-21） （中文（臺灣））.
110. ↑  2012-01-16 01:25 工商時報 【記者杜蕙蓉／台北報導】宇昌案風波 猛澆生技業冷水
111. ↑  .   [2015-12-14]. （原始内容存档于2015-12-22）.
112. ↑  .   [2015-12-14]. （原始内容存档于2016-03-16）.
113. ↑  2012-01-16 01:25 工商時報 【記者杜蕙蓉／台北報導】
114. ↑  . 工商時報. 2012-03-26  [2012-07-03]. （原始内容存档于2015-12-22） （中文（臺灣））.
115. ↑  . 自由時報. 2012-06-28 （中文（臺灣））.[永久]
116. ↑  . 自由時報. 2012-07-04 （中文（臺灣））.[永久]
117. 1 2  為宇昌案抱屈 王金平：政治干預生技業 （页面存档备份，存于）, 自由時報, 2012-6-26
118. ↑  宇昌案被污名化 台灣生技產業蒙塵[永久], 自由時報, 2012-6-26
119. ↑  院士批馬抹黑宇昌 犧牲生技業[永久]
120. ↑  . 聯合報. 2012-07-05  [2012-07-05]. （原始内容存档于2012-07-07） （中文（臺灣））.
121. ↑  何大一投書媒體 替宇昌案創始者抱屈 （页面存档备份，存于）, 新頭殼newtalk, 2012.07.05
122. ↑  . 中國時報. 2012-07-06  [2012-07-06]. （原始内容存档于2012-07-09） （中文（臺灣））.
123. ↑  . 自由時報. 2012-07-06 （中文（臺灣））.[永久]
124. ↑  .   [2015-12-14]. （原始内容存档于2015-12-22）.
125. ↑  . 聯合報. 2012-07-05  [2012-07-05]. （原始内容存档于2012-07-07） （中文（臺灣））.
126. ↑  . 聯合報. 2012-07-05  [2012-07-05]. （原始内容存档于2012-07-07） （中文（臺灣））.
127. ↑  . 中國時報. 2012-07-06  [2012-07-06]. （原始内容存档于2012-07-09） （中文（臺灣））.
128. ↑  .   [2015-12-14]. （原始内容存档于2015-12-22）.
129. ↑  .   [2016-01-07]. （原始内容存档于2015-02-27）.
130. ↑  .   [2015-12-14]. （原始内容存档于2015-12-22）.
131. ↑  .   [2015-12-14]. （原始内容存档于2016-03-16）.
132. ↑  .   [2015-12-14]. （原始内容存档于2015-12-09）.
133. ↑  OTC上（興）櫃股票：4147（上櫃、興櫃，若已上市或直接上櫃、上市者，興櫃資料無法查詢）
134. ↑  吳家翔. . 蘋果日報. 2013-10-02  [2013-10-02]. （原始内容存档于2017-01-26） （中文（臺灣））.
135. ↑  陳璟民. . 自由時報. 2013-10-02  [2013-10-02]. （原始内容存档于2013-10-05） （中文（臺灣））.
136. ↑  . 臺灣時報. 2013-10-03  [2016-01-04]. （原始内容存档于2016-01-26）.
137. ↑  . 中國時報. 2011-12-09  [2011-12-09] （中文（臺灣））.[永久]
138. ↑  . [自由時報]]. 2011-12-09  [2011-12-09]. （原始内容存档于2011-12-08） （中文（臺灣））.
139. ↑  . 臺視. 2011-12-12  [2011-12-12]. （原始内容存档于2014-02-22） （中文（臺灣））.
140. ↑  宇昌案聲明 （页面存档备份，存于）, 蔡英文官網
141. ↑  . 聯合報. 2011-12-13  [2012-01-08]. （原始内容存档于2012-01-07） （中文（臺灣））.
142. ↑  鄭琪芳. . [自由時報]]. 2018-03-09  [2020-04-28]. （原始内容存档于2021-04-22） （中文（臺灣））.

## 外部連結
- 南華、宇昌及台懋案綜合事紀 (PDF) 行政院開發基金管理委員會，2011年12月28日
- 國發基金對宇昌案程序異常之說明（PDF），行政院開發基金管理委員會，2011年12月29日
- 宇昌案聲明, 蔡英文官網
- 宇昌生技案相關問題之回應，蔡英文競選總統辦公室
- 宇昌案投資十大疑點全解密，今周刊第782期，2011年12月
- 何大一：找一個不能用錢衡量的成功（页面存档备份，存于），天下雜誌381期，2007-09
- 楊育民宇昌回憶錄 －鐘鼎山林都是夢 人間寵辱休驚（页面存档备份，存于）
- 蔡英文出馬 宇昌獲Genentech技術入股，轉自經濟日報，2007/9/15
- 蔡英文賣股 退出台懋 路孔明接任宇昌及台懋董事長，經濟日報，2009/03/27
- 何大一宇昌案聲明（页面存档备份，存于），聯合報，2012/07/05